# Tête du Petit Cor
Tête du Petit Cor är en bergstopp i Schweiz. Den ligger i distriktet Saint-Maurice och kantonen Valais, i den sydvästra delen av landet, 90 km söder om huvudstaden Bern. Toppen på Tête du Petit Cor är 2 669 meter över havet.